# الاتحاد العام للعمال الجزائريين
الاتحاد العام للعمال الجزائريين
، يختصر لها ب"UGTA" (من الفرنسية: Union générale des travailleurs algériens) هو نقابة عمالية في الجزائر أسست في 24 فبراير 1956 إبان الاحتلال الفرنسي للجزائر بهدف حشد العمالة الجزائرية ضد مصالح فرنسا الإستعمارية والرأسمالية، فحظرتها السلطات الفرنسية بعد تأسيسها بفترة وجيزة (في ماي من نفس العام)، واستمرت في العمل بعد الاستقلال كأداة سياسية للدولة الجزائرية ممثلة بجبهة التحرير الوطني الحاكمة كالمنظمة العمالية الجزائرية الوحيدة حتى اعتماد الجزائر دستورا يسمح بقدر من حرية التعبير والتجمع في تسعينات القرن العشرين.

## التأسيس
أسست جبهة التحرير الوطني الاتحاد العام للعمال الجزائريين من أجل إعطاء نفس جديد للثورة، وتدعيمًا لصفوفها بواسطة جمع شمل الطبقة العاملة الجزائرية في تنظيم نقابي واحد وأيضا لدفع هذه الشريحة الاجتماعية للمساهمة ليس فقط في الدفاع عن مصالح العمال المادية والاجتماعية، وإنما لنشر الوعي السياسي والكفاح المسلح من أجل تحرير الجزائر، حيث كان لجهود عيسات إيدير ومساعيه الأثر الكبير في تأسيس هذا الاتحاد كأول منظمة نقابية جزائرية متمثلة، تاريخ ميلاد الاتحاد في 24 فيفري 1956 وانتخب عيسات إيدير كأول أمين عام لهذه المنظمة، ومن أبرز الشخصيات التي تولت منصب الأمين العام للاتحاد السيد عبد الحق بن حمودة.

## أهداف تأسيس الاتحاد

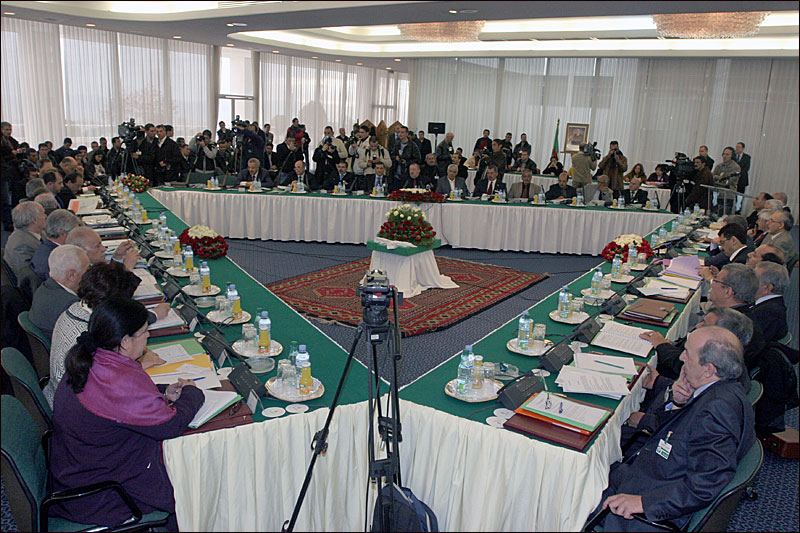

كان من الأهداف المتوخاة من وراء تأسيس الاتحاد، تدويل المشكلة النقابية الجزائرية والتجنيد الفعال لكل عمال العالم من أجل تأييد قضية العمال الجزائريين المكافحين، ولتجسيد هذه الأهداف ؛ انضم الاتحاد إلى الجامعة العالمية للنقابات الحرة، التي وجد فيها منبرا لتبليغ صوته إلى الرأي العام العالمي، وأسس فروع للاتحاد في كل من تونس والمغرب، فرنسا، وقد مكنته هذه الخطوات من القيام بنشاط كبير في المجال الدولي للتعريف بالحركة النقابية الجزائرية، ومشكلة الحرب في الجزائر ونتائجها الاجتماعية، وكسب تأييد عمال العالم لكفاح العمال الجزائريين والشعب الجزائري، وتوجت هذه التحركات العالمية من تقديم مساعدات هامة للاجئين الجزائريين في كل من تونس والمغرب والحول على منح دراسية وإرسال عدد من العمال الجزائريين للتكوين والتخصص في مختلف المصانع الدولية، وقد حاولت السلطات الاستعمارية الحد من نشاط وتحركات الاتحاد، من خلال عرقلة نشاطه وعدم السماح لقادته بالخروج من الجزائر، والزج بهم في السجون الفرنسية وكان الأمين العام للاتحاد عيسات إيدير من ضحايا هذه السياسة، وهكذا، وبفضل هذا الاتحاد تمكنت جبهة التحرير الوطني من التشهير بجرائم الاستعمار الفرنسي في الجزائر في المحافل الدولية والتجمعات العمالية، وبالتالي العمل على كسب الرأي العام الدولي لصالح القضية الجزائرية.

## دور الاتحاد في الثورة التحريرية
لعب الاتحاد العام للعمال الجزائريين، دورا كبيرا ومميزا في تنظيم الطبقة العاملة الجزائرية ورص صفوفها لخدمة أهداف الثورة التحريرية، وأزداد هذا الدور وتجذر بعد مؤتمر الصومام، الذي خرج بتصور مستقبلي للإتحاد العام للعمال الجزائريين والاتحاد العام للطلبة المسلمين الجزائريين والدور المنوط بهما في عملية النضال والتنمية، وقد برز دور الطبقة العاملة الجزائرية في المهجر وبصفة خاصة في فرنسا، إذ ساهم العمال الجزائريون مساهمة فعالة وكبيرة في تدعيم الثورة من خلال الاشتراكات المالية التي كانوا يدفعونها لفروع فدرالية جبهة التحرير الوطني في مختلف المدن الفرنسية للثورة، وقد وصلت اشتراكات العمال 30 فرتكا جديدا لكل عامل، مع الإشارة أن عدد المشتركين سنة 1961 كان 135.202 عاملا مناضلا، وقد بلغ ما كان يجمعه العمال  500 مليون فرنك فرنسي، وكذلك برز دور الطبقة العاملة بعد نقل الحرب إلى فرنسا، وفتح جبهة ثانية، وفي هذا الإطار تعرضت مدينة باريس والمدن الفرنسية الأخرى لعدة أعمال فدائية وتخريبية، زيادة على تنظيم الاتحاد لعدد من الإضرابات في ربوع الوطن وخارجه في سنوات 1956/1957، وقد نفذ الاتحاد برامج وأهداف الإضرابات بكل دقة وإحكام وهذا يدل على الوعي والنضج السياسي الذي تتمتع به الطبقة العاملة في الجزائر، وقد أكدت مشاركة الاتحاد في هذه الإضرابات للرأي العالمي ؛ على وحدة الشعب الجزائري ومدى تعلقه وتمسكه بمبادئ جبهة التحرير الوطني الممثل الوحيد والشرعي للشعب الجزائري.

## رؤوساء الاتحاد
- عبد الحق بن حمودة (1990-1997)
- عبد المجيد سيدي السعيد (1997-2019)
- سليم لباطشة ( 2019 - 2023) [3]
- عمر تاكجوت ( 2023 - حاليا)